# Ernst von Bodelschwingh
Ernst von Bodelschwingh-Velmede, född den 26 november 1794, död den 11 maj 1854, var en preussisk politiker, bror till Karl von Bodelschwingh och far till Friedrich von Bodelschwingh.
Han innehade flera viktiga administrativa poster, bland annat 1834–42 överpresidentämbetet i Rhenprovinsen, och var därefter först finans- och sedan inrikesminister, men avgick under marsdagarna 1848. Han invaldes följande året i andra kammaren och var där 1850–51 ledare för mellanpartiet, som sökte utan direkt opposition mot regeringen motverka dess tilltagande böjelse för reaktionär politik.